# Galago alleni
El gálago de Allen (Sciurocheirus alleni, anteriormente Galago alleni) es una especie de primate estrepsirrino de la familia Galagidae.
S. alleni está presente en la isla Bioko en Guinea Ecuatorial y en el continente africano en la zona de bosque húmedo costero entre el río Níger, en el sureste de Nigeria y la parte baja del río Sanaga, en el centro de Camerún, incluidas las montañas del suroeste de Camerún.

## Taxonomía
Los gálagos de Allen  han sido tratados como pertenecientes al género Galago durante mucho tiempo. Inicialmente se consideraba una especie que habitaba en África ecuatorial occidental, pero fue dividida en tres especies por Colin Groves (Galago alleni, Galago cameronensis y Galago gabonensis) quedando la especie G. alleni restringida a la isla Bioko en Guinea Ecuatorial.
Posteriormente, basado en divergencias genéticas, la especie se colocó en un género distinto, Sciurocheirus y, actualmente, se considera que S. alleni tiene dos subespecies: 
- S. a. alleni, endémica de Bioko
- S. a. cameronensis, presente en el sureste de Nigeria y el oeste de Camerún.[5]